# Efthymis Koulouris
Efthymis Koulouris (griechisch Ευθύμης Κουλούρης, * 6. März 1996 in Skydra) ist ein griechischer Fußballspieler.

## Karriere

### Verein
Koulouris begann seine Karriere bei PAOK Thessaloniki. Im Oktober 2013 stand er im Cup erstmals im Profikader. Ebenfalls im Cup gab er dann im Februar 2014 auch sein Profidebüt, als er im Viertelfinalrückspiel gegen Apollon Smyrnis in der Halbzeitpause eingewechselt wurde. Koulouris gelang beim 3:0-Sieg von PAOK prompt sein erster Doppelpack im Profibereich. Wenige Tage nach seinem Cupdebüt debütierte der Angreifer gegen Asteras Tripolis auch in der Super League. Sein erstes Tor in der höchsten Spielklasse machte er im März 2014 bei einem 2:1-Sieg gegen AEL Kallonis. Bis zum Ende der Saison 2013/14 absolvierte er neun Partien in der Super League. In der Saison 2014/15 kam er zu 14 Einsätzen, in denen er ohne Tor blieb.
Nachdem er zu Beginn der Saison 2015/16 noch vier Partien in der Qualifikation zur UEFA Europa League für PAOK absolviert hatte, wurde er im August 2015 nach Zypern an Anorthosis Famagusta verliehen. Während der Leihe kam er zu 21 Einsätzen in der First Division, in denen er sechsmal traf. Zur Saison 2016/17 kehrte er dann wieder nach Saloniki zurück. Dort kam er in jener Spielzeit zu 19 Einsätzen und fünf Toren. In der Saison 2017/18 absolvierte er 13 Partien und traf dreimal. Zur Saison 2018/19 wurde Koulouris ein zweites Mal verliehen, diesmal an den Ligakonkurrenten Atromitos Athen. Für Atromitos erzielte er 19 Tore in 28 Einsätzen, womit er Torschützenkönig der Super League wurde.
Nach dem Ende der Leihe kehrte er diesmal nicht mehr zu PAOK zurück, sondern wechselte zur Saison 2019/20 nach Frankreich zum FC Toulouse. Für Toulouse absolvierte er bis zum COVID-bedingten Saisonabbruch 24 Partien in der Ligue 1, in denen er viermal traf. Da sich Toulouse beim Abbruch aber abgeschlagen auf dem letzten Tabellenplatz befand, wurde der Klub in die Ligue 2 versetzt. In dieser spielte der Grieche dann keine Rolle mehr und kam 2020/21 nur zu acht Einsätzen. Zur Saison 2021/22 kehrte Koulouris dann zu Atromitos zurück. Dort konnte er an seine Leistungen aus seinem letzten Engagement anknüpfen und er erzielte 14 Tore in 32 Ligaeinsätzen. Damit wurde er zwar nicht nochmal Torschützenkönig – auf Tom van Weert fehlten ihm drei Tore – jedoch war er deutlich bester Torschütze seiner Mannschaft.
Zur Saison 2022/23 wechselte Koulouris dann wieder ins Ausland, diesmal zum österreichischen Bundesligisten LASK, bei dem er einen bis Juni 2025 laufenden Vertrag unterschrieb. Beim LASK konnte er sich aber nicht durchsetzen, zwar kam er bis zur Winterpause zu 14 Einsätzen in der Bundesliga, allerdings stand er nur zweimal in der Startelf. Im Februar 2023 wurde er dann in die Türkei an Alanyaspor verliehen. Für Alanya kam er bis Saisonende zehnmal in der Süper Lig zum Einsatz und erzielte dabei drei Tore.
Zur Saison 2023/24 kehrte er nicht mehr zum LASK zurück, sondern wechselte fest nach Polen zu Pogoń Stettin.

### Nationalmannschaft
Koulouris spielte für sämtliche griechische Jugendnationalauswahlen. Mit der U-19-Auswahl nahm er 2015 an der Heim-EM teil. Mit den Griechen, die er als Kapitän anführte, erreichte er das Halbfinale. Insgesamt kam er in drei von vier Spielen zum Einsatz und erzielte dabei auch eines der beiden Turniertore der Griechen. Zwischen März 2016 und November 2018 spielte er 18 Mal im U-21-Team.
Im März 2018 gab Koulouris sein Debüt im A-Nationalteam, als er in einem Testspiel gegen die Schweiz in der 73. Minute für Konstantinos Mitroglou eingewechselt wurde.